# مؤثرات صوتية
المؤثرات الصوتية هي أصوات مصطنعة تضاف لتعزيز المحتوى الفني أو المحتويات الأخرى لفيلم أو رسوم متحركة أو لعبة إلكترونية أو موسيقى أو أي وسائل إعلام أخرى.
لعل السبب الرئيسي للاعتماد على المؤثرات الصوتية في الأعمال الفنية هو عدم إمكانية استخدام الأصوات الطبيعية التي تحدث في خلفية المشهد السينمائي لضعف الجودة، فيتم الاستعاضة بعد التصوير وأثناء عملية إعداد الفيلم بأصوات مشابهة ذات جودة عالية لتعزيز المشهد وللحفاظ على مستوىً واحدٍ من الشدة والنقاء الصوتي خلال العمل الفني.

## التاريخ

### في أفلام الرسوم المتحركة
لعل من أشهر ما قام بالمؤثرات الصوتية هم فنانو شركة والت ديزني الأمريكية الذين لهم عمر طويل في هذا المضمار، فقد كان الفنانون يتخيلون المشهد ويرسمونه ثم يقومون بتنفيذ المؤثرات الصوتية تبعاً للمشهد باستخدام الأدوات المنزلية العادية والمعادن والأدوات الموسيقية وكل ما يمكن أن يصدر صوتاً لتعزيز المشهد.

## صناعة المؤثرات الصوتية

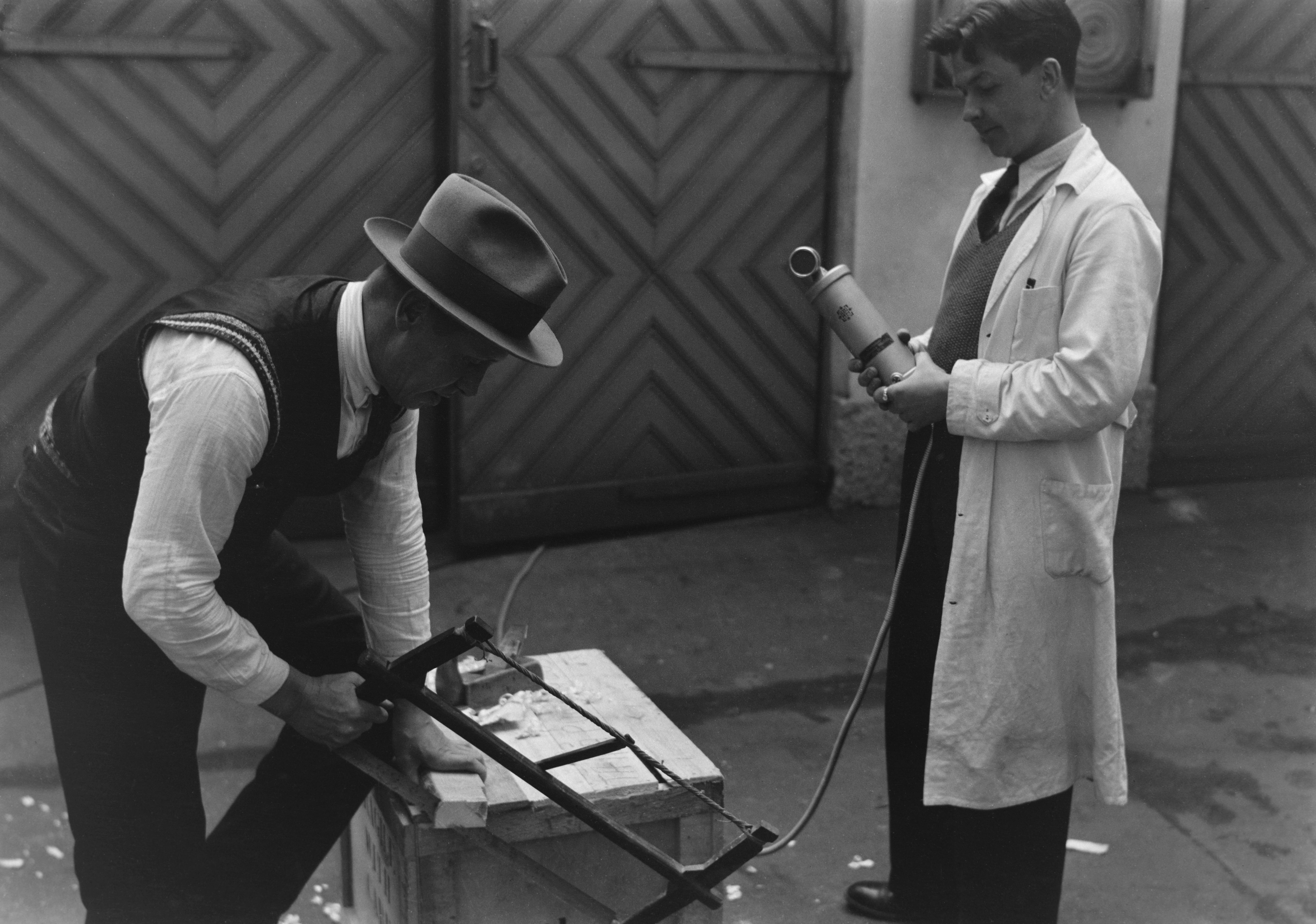
رجل يستخدم المنشار لإصدار تاثرات صوتية.

في صناعة السينما التقليدية يستخدم بنك من الشرائط والاسطوانات المسجل عليها كل الأصوات الطبيعية من الحياة اليومية مثل أصوات طلقات الرصاص وفرملة السيارات وأصوات طريق عام مزدحم أو أصوات طيور وحيوانات في خلفية ريفية.. إلخ وتستعمل تلك الشرائط في الخلفية الصوتية للمشاهد حسب ما يقتضيه المشهد.
وتزداد الحاجة للمؤثرات الصوتية في الأفلام الحربية التي تصور المعارك فلابد من أصوات صهيل الخيول وصراخ القتلى وصليل السيوف وانفجار القنابل وهزيم المدافع وصفير سقوط القنابل من الطائرات، وما إلى ذلك ولذلك فالأفلام الحربية من أكثر الأفلام احتياجاً للمؤثرات الصوتية.
وتزداد استخدام المؤثرات الصوتية في الأعمال الإذاعية لأنها تخص السمع. فيكون المخرج مضطرا أن يتعامل معها بكل احترافية. لتوصيل المعلومة أو الجو العام للعمل الاذاعي أو الجملة الملقاة. هذا إذا كان برنامج علمياً في اذاعة فما بالكم إذا كانت مسلسل اذاعي متكامل.
والمؤثرات الصوتية مع تقدم التقنية والحرفية في هذا المجال من الصوت، بدأت تدخل كبديل للموسيقى، في الأوساط المسلمة التي لا ترى جواز الموسيقى وتعزف أيضا ببعض الأجهزة الحديثة ولكن في النهاية تبقى هي مؤثرا صوتيا يملئ جو المادة الملقاة على أسماعنا.
وتختلف المؤثرات الصوتية منها البشري ومنها غير البشري !
وغير البشري أيضا ينقسم إلى أقسام منها المستوحى من أصوات الطبيعة ومنها المصطنع كالوتريات وغيرها.

## أنواع المؤثرات الصوتية
- المؤثرات الصوتية البشرية، كالصرخات والبكاء.
- المؤثرات الصوتية الطبيعية، أي مأخوذة من الطبيعة كصوت الرعد والمطر والرياح والأمواج.
- المؤثرات الصوتية الصناعية وهي على أشكال منها: يدوياً مثل الطرق على الأبواب، أو آلياً مثل إطلاق الرصاص، أو بمزج مجموعة أصوات مختلفة للحصول على صوت معين.[2]

## وظائف المؤثرات الصوتية
وللمؤثرات الصوتية وظائف غير التأكيد على الواقعية، رغم أن ذلك من أهم وظائفها. ومن وظائفها:
امتداد حدود الرؤية: يمكن استخدام المؤثرات الصوتية للإيحاء بأحداث خارج حدود الشاشة، إذ يمكن تصوير لقطة لأم تعمل في المطبخ، يصاحبها أصوات لأطفال يلعبون في حديقة المنزل، أو صوت تليفزيون في غرفة المعيشة، وصوت بعيد لجز العشب. كل تلك المؤثرات الصوتية تعطى إيحاءً بالواقع، وتجعل المتفرج يصدق أن ما يراه على حدود الشاشة الصغيرة، ما هو إلا جزء صغير من عالم أوسع.
خلق جو نفسي: يشكل العامل النفسي للمؤثرات الصوتية أهمية خاصة في أفلام الإثارة، فمثلا صوت خطوات منتظمة هادئة، صوت باب يُفتح في منزل من المفترض أنه خال من السكان، أو وجود أصوات غير مفسرة. فالأصوات غير المألوفة تلعب على شعور المتفرج بالخوف من المجهول.
الإيحاء بأماكن غير موجودة: يمكن الإيحاء بأماكن خارج حدود الشاشة عن طريق استخدام المؤثرات الصوتية، وبسبب الرغبة في تجنب التصوير مرتفع التكلفة في أماكن بعيدة، وتعيين عدد كبير من طاقم العاملين بالفيلم. فمثلاً في أمريكا تم استخدام بركة محاطة بالأشجار، مع شاطئ رملي صغير، كغابة استوائية، تم تصوير فيها أفلام طرازان في الثلاثينات، أو حروب الغابات في السبعينات، وذلك باستخدام إيحاءات الأصوات كالطيور والصقور والقرود، أصوات رصاص وأسلحة، وأصوات صرخات العدو بلغات أجنبية غير معروفة.
خلق جو الصمت: يُعتبر الصمت والسكون صوتاً أيضاً، ففي أفلام عاطفية كدكتور زيفاجو، في بعض لحظات الذروة يكون هناك لحظات صمت كامل، فالفجوة التي يشعر بها المتفرج بين لقطة بها حركة، وأخرى صامتة تماماً، تعطيه إحساساً بأهمية الفعل الدرامي. ويمكن أن يستخدم أيضا في الأفلام التسجيلية.

## في الألعاب الإلكترونية
نظراً للطبيعة التفاعلية للألعاب الإلكترونية، فلابد من أن تكون كل خطوة يقوم بها اللاعب لها معادل صوتي حتى يكون الأمر أكثر إثارة وهو المطلوب، إذ أنها ألعاب تسلية في المقام الأول، بل وتعتمد جودة اللعبة على عمق الصورة وجودة المؤثرات الصوتية المصاحبة لها.
تشير الكثير من الأبحاث إلى أن الموسيقى والمؤثرات الصوتية تعمل على تحسين الوظائف. في أحد الأبحاث سجل بعض اللاعبين ضعف عدد نقاطهم تقريبًا أثناء الاستمتاع مع لعبة إطلاق النار مع أصوات إطلاق النار والصراخ والتنفس الجاد مقارنة بالأشخاص الذين لا يقومون بتشغيل الأصوات. فتعتمد جودة اللعبة بالتأكيد على أعمال الجرافيك والمؤثرات الصوتية المصاحبة له، وبالتأكيد فإن استخدام مؤثرات صوتية للمونتاج مهم جداً. فالصوت مهم لأنه يمكن أن يخبرنا عن الشخصية والمكان والوقت، كما يخبرنا بأشياء قد تعجز الصور المرئية عن توضيحها. فمع التقدم التقني أصبحت للمؤثرات الصوتية أهمية كبرى وقد تكون بديلاً عن الموسيقى في بعض الفيديوهات.